# Medal za Zasługi (USA)
Medal za Zasługi (ang. Medal for Merit) – najwyższe amerykańskie odznaczenie cywilne przyznawane przez prezydenta Stanów Zjednoczonych.
Medal został ustanowiony podczas II wojny światowej i był przyznawany cywilom, którzy „wyróżnili się wyjątkowymi zasługami w wykonywaniu obowiązków służbowych” dla wysiłku wojennego USA „od ogłoszenia stanu wyjątkowego przez prezydenta 8 września 1939 roku”. Odznaczanie cudzoziemców było dopuszczalne „tylko za dokonanie wyjątkowo wybitnego lub odważnego czynu lub wielu czynów na rzecz wysiłków wojennych Narodów Zjednoczonych”.
Medal jest wykonany z brązu pokrytego złotem i emalią i jest noszony na lewej piersi.

## Historia
Medal za Zasługi został ustanowiony przez Public Law 77-671, a jego przyznawanie zostało skodyfikowane przez Rozporządzenie Wykonawcze 9286 z 24 grudnia 1942 roku, później zmienione przez Rozporządzenie Wykonawcze 9857A z 27 maja 1947 roku. 
Pierwsze medale zostały przyznane Johnowi C. Garandowi i Albertowi H. Taylorowi 28 marca 1944 roku.
Medal za Zasługi jest obecnie wymieniany jako siódmy w hierarchii amerykańskich odznaczeń cywilnych, poniżej Srebrnego Medalu za Uratowanie Życia i powyżej Narodowego Medalu Wybitnej Służby dla Wywiadu.
Obywatele innych krajów mogli otrzymać medal za wyjątkowo wybitny lub odważny czyn lub wiele czynów na rzecz wysiłków wojennych aliantów przeciwko państwom Osi. Pierwszym nie-Amerykaninem, który otrzymał ten medal, był Sir Edward Wilfred Harry Travis, dyrektor British Government Code and Cypher School w czasie II wojny światowej – otrzymał go 12 stycznia 1946 roku. Następnym zagranicznym cywilem, który otrzymał medal, był Edgar Sengier, dyrektor belgijskiej Union Minière du Haut Katanga podczas II wojny światowej. Sengier otrzymał Medal za Zasługi 9 kwietnia 1946 roku. Trzecim cudzoziemcem, który otrzymał ten medal, był kanadyjski szpieg William Stephenson w listopadzie 1946 roku. Stephenson miał pseudonim „Intrepid” podczas II wojny światowej. Niektórzy autorzy uważają go za jedną z inspiracji dla fikcyjnej postaci Jamesa Bonda. Innym zagranicznym odbiorca odznaczenia był Sir Robert Watson-Watt, brytyjski pionier technologii radarowej, który stworzył sieć stacji radarowych w Wielkiej Brytanii, dzięki czemu RAF mógł uzyskać informacje o nadlatujących niemieckich samolotach i odegrał tym samym kluczową rolę w zwycięstwie aliantów w bitwie o Anglię w 1940 roku. Watt został wysłany do USA w 1941 roku, aby doradzać w zakresie obrony powietrznej po ataku na Pearl Harbor. W 1946 roku został odznaczony Medalem za Zasługi.
Wszystkie zgłoszenia do odznaczenia były rozpatrywane przez Radę Medalu za Zasługi, składającą się z trzech członków wyznaczonych przez prezydenta, z których jeden został mianowany przewodniczącym rady. Medalu tego nie można było przyznać za żadne działania prowadzone po zakończeniu działań wojennych (zgodnie z Proklamacją nr 2714 z 31 grudnia 1946 roku), a żadne zgłoszenie do tego odznaczenia nie mogło zostać złożone po 1947 roku. Ostatni medal został przyznany w 1952 roku po długiej zwłoce w przetwarzaniu wniosku.